# Гесперорніс
Гесперорніс (Hesperornis — у перекладі з грец. «західний птах») — вимерлий рід зубатих морських та водоплавних птахів крейдяного періоду, можливо раннього маастрихту (83,6—72 млн років тому). Знахідка представників роду, зроблена Отніелем Маршем протягом кісткових воєн 19 століття, зіграла важливу роль в дослідженнях пташиної палеонтології. Відомі знахідки відносяться до пізнього крейдяного періоду і були зроблені в морських вапняках Канзасу і Канади, проте ймовірно рід був розповсюджений по всьому арктичному поясу. Визнано дев'ять видів, вісім з яких були знайдені в породах Північної Америки, а один — в Росії.